# NGC 3795
NGC 3795 (другие обозначения — UGC 6629, MCG 10-17-38, ZWG 292.17, IRAS11373+5853, PGC 36192) — спиральная галактика в созвездии Большй Медведицы. Открыта Уильямом Гершелем в 1790 году.
Фотометрические наблюдения и кинематические согласуются в оценке величины наклона диска галактики и позиционного угла его видимой большой оси. Излучение в линии H-альфа наблюдается и за пределами радиуса спиральных рукавов, но его распределение в той области выглядит довольно пятнистым. Кривая вращения довольно асимметрична и имеет неправильную форму.
Этот объект входит в число перечисленных в оригинальной редакции «Нового общего каталога».
Галактика NGC 3795 входит в состав группы галактик NGC 3795. Помимо NGC 3795 в группу также входят ещё 9 галактик.